# 柔毛楼梯草
柔毛楼梯草（学名：Elatostema villosum）为荨麻科楼梯草属下的一个种。

## 扩展阅读
- 維基物種上的相關：柔毛楼梯草